# Abakwariga (peuple)
Pour les articles homonymes, voir Abakwariga.

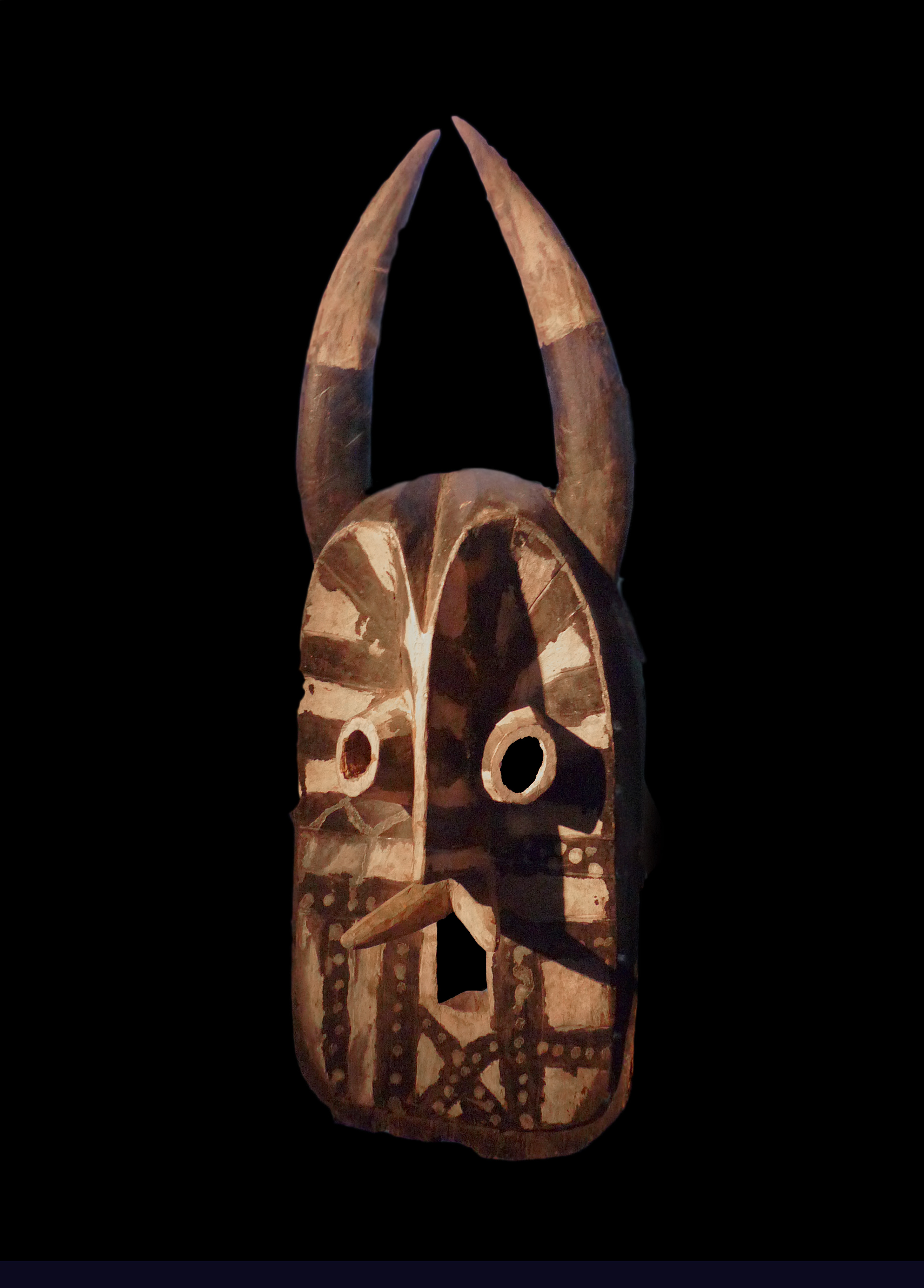
Masque Augum

Les Abakwariga sont un peuple d'Afrique de l'Ouest établi au nord-ouest du Nigeria. Ils font partie du grand groupe des Haoussas.

## Langue
Leur langue est l'abakwariga, un dialecte du haoussa.